# SC Bern/Namen und Zahlen
Dieser Artikel listet wichtige Namen und Zahlen, welche die Eishockeyabteilung des SC Bern betreffen, auf.

## Meistermannschaften
| Schweizer Meister 1959 | Torhüter: Ernst Beyeler, René Kiener Verteidiger: Bruno Gerber, Beat Kuhn, Alfred Lack, Kurt Nobs Angreifer: Rolf Diethelm, Bruce Hamilton, Hermann Käser, Jürg Marti, Paul Messerli, Peter Stammbach, Peter Schmidt Cheftrainer: Ernst Wenger |

| Schweizer Meister 1965 | Torhüter: Roland Buchser, René Kiener, René Sutter Verteidiger: Werner Künzi, Kurt Nobs, Max Rüegg, Res Künzi, Mario Pellegrini Angreifer: Roland Dellsperger, Rolf Diethelm, Walter Haemmig, Beat Kuhn, Paul Messerli, Max Müller, Ulrich Ochsenbein, Peter Stammbach, Peter Schmidt, Roger Schmidt, Hans Zurbriggen, Peter Zurbriggen Cheftrainer: Ed Reigle |

| Schweizer Meister 1974 | Torhüter: Roland Buchser, Jürg Jäggi, David Schiller Verteidiger: Hansruedi Baumgartner, Pierre Brun, Ueli Hofmann, Beat Kaufmann, Hugo Leuenberger, Paul Pfamatter Angreifer: Paul-André Cadieux, Roland Dellsperger, Urs Dolder, Riccardo Fuhrer, Roland Gurtner, Renzo Holzer, Hansruedi Iseli, Jaroslav Krupička, Roland Meier, Herbert Messer, Pascal Nigg, Walter Nyffenegger, Martial Racine, Rony Schläpfer, Bruno Wittwer, Fritz Wyss, Bruno Zahnd, Claudio Zehnder Cheftrainer: Paul-André Cadieux |

| Schweizer Meister 1975 | Torhüter: Jürg Jäggi, David Schiller Verteidiger: Hansruedi Baumgartner, Ueli Hofmann, Beat Kaufmann, Hugo Leuenberger, Pascal Nigg, Paul Pfamatter Angreifer: Paul-André Cadieux, Roland Dellsperger, Urs Dolder, Riccardo Fuhrer, Renzo Holzer, Jaroslav Krupička, Herbert Messer, Martial Racine, Bruno Wittwer, Fritz Wyss, Bruno Zahnd, Claudio Zehnder Cheftrainer: Paul-André Cadieux |

| Schweizer Meister 1977 | Torhüter: Pierre-Yves Eisenring, Jürg Jäggi Verteidiger: Ladislav Benacka, Ueli Hofmann, Beat Kaufmann, Hugo Leuenberger, Jean-Claude Locher, Pascal Nigg, Martial Racine Angreifer: Paul-André Cadieux, Giovanni Conte, Roland Dellsperger, Urs Dolder, Riccardo Fuhrer, Renzo Holzer, Jaroslav Krupička, Samuel Lappert, Fredi Locher, Serge Martel, Rolf Mäusli, Peter Ronner, Bruno Wittwer, Fritz Wyss, Bruno Zahnd Cheftrainer: Paul-André Cadieux |

| Schweizer Meister 1979 | Torhüter: Roland Gerber, Daniel Hirt, Jürg Jäggi Verteidiger: Ladislav Benacka, Jürg Bigler, Andreas Gurtner, Ueli Hofmann, Beat Kaufmann, Hugo Leuenberger Angreifer: Roland Dellsperger, Riccardo Fuhrer, Renzo Holzer, Jarmo Koivunen, Samuel Lappert, Serge Martel, Rolf Mäusli, Lauri Mononen, Peter Ronner, Jürg Schneeberger, Bernhard Wist, Bruno Wittwer, Fritz Wyss, Bruno Zahnd Cheftrainer: Xaver Unsinn |

| Schweizer Meister 1989 | Torhüter: Martin Studer, Renato Tosio Verteidiger: Andreas Beutler, André Künzi, Thomas Künzi, Sven Leuenberger, Martin Rauch, Reijo Ruotsalainen, Daniel Rutschi, Remo Wyssen Angreifer: Peter Bärtschi, Martin Bützberger, Pietro Cunti, Reto Dekumbis, Alan Haworth, Adrian Hotz, Patrick Howald, Robert Martin, Romeo Mattioni, Thomas Maurer, Bat Nuspliger, Roberto Triulzi, Peter Vondal Cheftrainer: Bill Gilligan |

| Schweizer Meister 1991 | Torhüter: Matthias Maurer, Renato Tosio Verteidiger: Andreas Beutler, Urs Hirschi, Thomas Künzi, Sven Leuenberger, Martin Rauch, Reijo Ruotsalainen, Daniel Rutschi Angreifer: Peter Bärtschi, Thomas Burillo, Pietro Cunti, Marco Hagmann, Alan Haworth, Markus Hirschi, Gregor Horak, Patrick Howald, Viktor Kormann, Dale Krentz, Gil Montandon, Bernhard Schümperli, Roberto Triulzi, Thomas Vrabec Cheftrainer: Bill Gilligan |

| Schweizer Meister 1992 | Torhüter: Martin Bühler, Renato Tosio Verteidiger: Raoul Baumgartner, Andreas Beutler, Jean-Michel Clavien, Thomas Künzi, Sven Leuenberger, Martin Rauch, Reijo Ruotsalainen, Daniel Rutschi Angreifer: Peter Bärtschi, Thomas Burillo, Marco Hagmann, Alan Haworth, Markus Hirschi, Gregor Horak, Patrick Howald, Jiří Lála, Gil Montandon, Harry Rogenmoser, Bernhard Schümperli, Roberto Triulzi, Thomas Vrabec Cheftrainer: Bill Gilligan |

| Schweizer Meister 1997 | Torhüter: Alex Reinhard, Renato Tosio Verteidiger: Timo Jutila, Christian Langer, Sven Leuenberger, Martin Rauch, Marco Schüpbach, Ville Sirén, Martin Steinegger, Gaëtan Voisard, Markus von Allmen Angreifer: René Friedli, Régis Fuchs, Patrick Howald, Vincent Léchenne, Lars Leuenberger, Daniel Marois, Trevor Meier, Gil Montandon, Stefan Moser, Michel Mouther, Gaetano Orlando, Thierry Paterlini, Roberto Triulzi, Bruno Zarrillo Cheftrainer: Bryan Lefley |

| Schweizer Meister 2004 | Torhüter: Marco Bührer, Marc Eichmann Verteidiger: Marc Gautschi, Beat Gerber, David Jobin, Sylvain Lefebvre, Marc Leuenberger, Dominic Meier, Walerij Schyrjajew, Martin Steinegger, Rolf Ziegler Angreifer: Sébastien Bordeleau, Cédric Botter, Luca Cereda, Alex Chatelain, Christian Dubé, Vjeran Ivanković, Patrik Juhlin, Caryl Neuenschwander, André Rötheli, Ivo Rüthemann, Yves Sarault, Rolf Schrepfer, Stefan Tschannen, Marc Weber, Philipp Wetzel, Thomas Ziegler Cheftrainer: Kent Ruhnke Assistenztrainer: Alan Haworth |

| Schweizer Meister 2010 | Torhüter: Marco Bührer, Olivier Gigon Verteidiger: Philippe Furrer, Beat Gerber, Andreas Hänni, David Jobin, Roman Josi, Dominic Meier, Travis Roche, Philipp Rytz, Martin Stettler Angreifer: Pascal Berger, Alex Chatelain, Christian Dubé, Etienne Froidevaux, Simon Gamache, Lee Goren, Brett McLean, Daniel Meier, Trevor Meier, Caryl Neuenschwander, Martin Plüss, Marc Reichert, Ivo Rüthemann, Tristan Scherwey, Jean-Pierre Vigier, Thomas Ziegler Cheftrainer: Larry Huras Assistenztrainer: Hans Kossmann |

| Schweizer Meister 2013 | Torhüter: Marco Bührer, Olivier Gigon Verteidiger: Franco Collenberg, Philippe Furrer, Beat Gerber, Beat Heldstab, Andreas Hänni, Martin Höhener, David Jobin, Geoff Kinrade, Samuel Kreis, Travis Roche Angreifer: Jaroslav Bednář, Alain Berger, Pascal Berger, Christoph Bertschy, Jeff Campbell, Ryan Gardner, Michaël Loichat, Caryl Neuenschwander, Martin Plüss, Flurin Randegger, Byron Ritchie, Daniel Rubin, Ivo Rüthemann, Tristan Scherwey, Julian Schmutz, Petr Sýkora, Joël Vermin Cheftrainer: Antti Törmänen Assistenztrainer: Lars Leuenberger |

| Schweizer Meister 2016 | Torhüter: Marco Bührer, Jakub Štěpánek, Janick Schwendener Verteidiger: Eric Blum, Beat Gerber, Timo Helbling, David Jobin, Mikko Kousa, Samuel Kreis, Justin Krueger, Flurin Randegger, Ramon Untersander, Sandro Wiedmer Angreifer: Sean Bergenheim, Alain Berger, Pascal Berger, Simon Bodenmann, Cory Conacher, Andrew Ebbett, Luca Hischier, Marc Kämpf, Chuck Kobasew, Simon Moser, Marco Müller, Martin Ness, Martin Plüss, Gian-Andrea Randegger, Marc Reichert, Derek Roy, Thomas Rüfenacht, Tristan Scherwey, Trevor Smith Cheftrainer: Lars Leuenberger Assistenztrainer: Marco Bayer |

| Schweizer Meister 2017 | Torhüter: Michael Garnett, Leonardo Genoni Verteidiger: Calle Andersson, Eric Blum, Beat Gerber, David Jobin, Jérémie Kamerzin, Samuel Kreis, Justin Krueger, Maxim Noreau, Gian-Andrea Randegger, Ramon Untersander Angreifer: Mark Arcobello, Alain Berger, Simon Bodenmann, Andrew Ebbett, Aaron Gagnon, Luca Hischier, Ryan Lasch, Simon Moser, Marco Müller, Martin Plüss, Marc Reichert, Thomas Rüfenacht, Tristan Scherwey Cheftrainer: Kari Jalonen Assistenztrainer: Ville Peltonen, Samuel Tilkanen |

| Schweizer Meister 2019 | Torhüter: Pascal Caminada, Leonardo Genoni Verteidiger: Adam Almquist, Calle Andersson, Eric Blum, Beat Gerber, Jérémie Kamerzin, Justin Krueger, Aurélien Marti, Ramon Untersander Angreifer: Mark Arcobello, Alain Berger, Matthias Bieber, Andrew Ebbett, Zach Boychuk, Sandro Brügger, Andrew Ebbett, Daniele Grassi, Gaëtan Haas, André Heim, Marc Kämpf, Simon Moser, Jan Muršak, Thomas Rüfenacht, Tristan Scherwey, Grégory Sciaroni Cheftrainer: Kari Jalonen Assistenztrainer: Mikko Haapakoski, Samuel Tilkanen |

## Platzierungen und Zuschauerschnitt
| Saison                    | Liga | Platz         | ⌀ Zuschauer |
| ------------------------- | ---- | ------------- | ----------- |
| ...                       |      |               |             |
| 1955/56                   | NLA  | Abstieg NLB   |             |
| 1956/57                   | NLB  | Aufstieg NLA  |             |
| ...                       |      |               |             |
| 1958/59                   | NLA  | Meister       | 7'857       |
| ...                       |      |               |             |
| 1964/65                   | NLA  | Meister       | 7'711       |
| ...                       |      |               |             |
| 1966/67                   | NLA  | Abstieg NLB   |             |
| ...                       |      |               |             |
| 1968/69                   | NLB  | Aufstieg NLA  |             |
| 1969/70                   | NLA  | Abstieg NLB   |             |
| ...                       |      |               |             |
| 1971/72                   | NLB  | Aufstieg NLA  |             |
| ...                       |      |               |             |
| 1973/74                   | NLA  | Meister       |             |
| 1974/75                   | NLA  | Meister       |             |
| ...                       |      |               |             |
| 1976/77                   | NLA  | Meister       |             |
| ...                       |      |               |             |
| 1978/79                   | NLA  | Meister       |             |
| ...                       |      |               |             |
| 1981/82                   | NLA  | Abstieg NLB   |             |
| ...                       |      |               |             |
| 1985/86                   | NLB  | Aufstieg NLA* | 9'653       |
| *Aufstieg am grünen Tisch |      |               |             |

| Saison    | Liga | Quali- fikation | Playoffs          | ⌀ Zuschauer |
| --------- | ---- | --------------- | ----------------- | ----------- |
| 1986/87   | NLA  | 5/10            | -                 | 11'666      |
| 1987/88   | NLA  | 7/10            | -                 | 10'502      |
| 1988/89   | NLA  | 3/10            | Meister           | 12'116      |
| 1989/90   | NLA  | 2/10            | Final             | 12'749      |
| 1990/91   | NLA  | 1/10            | Meister           | 13'061      |
| 1991/92   | NLA  | 3/10            | Meister           | 13'232      |
| 1992/93   | NLA  | 3/10            | Viertelfinal      | 11'914      |
| 1993/94   | NLA  | 5/10            | Viertelfinal      | 11'951      |
| 1994/95   | NLA  | 6/10            | Halbfinal         | 12'492      |
| 1995/96   | NLA  | 1/10            | Final             | 11'652      |
| 1996/97   | NLA  | 1/10            | Meister           | 11'245      |
| 1997/98   | NLA  | 5/11            | Viertelfinal      | 11'412      |
| 1998/99   | NLA  | 4/10            | Viertelfinal      | 10'324      |
| 1999/2000 | NLA  | 5/10            | Viertelfinal      | 9'827       |
| 2000/01   | NLA  | 6/12            | Halbfinal         | 11'037      |
| 2001/02   | NLA  | 8/12            | Viertelfinal      | 11'838      |
| 2002/03   | NLA  | 3/12            | Halbfinal         | 12'693      |
| 2003/04   | NLA  | 2/13            | Meister           | 13'539      |
| 2004/05   | NLA  | 8/12            | Halbfinal         | 15'621      |
| 2005/06   | NLA  | 1/12            | Viertelfinal      | 15'917      |
| 2006/07   | NLA  | 2/12            | Final             | 15'993      |
| 2007/08   | NLA  | 1/12            | Viertelfinal      | 16'030      |
| 2008/09   | NLA  | 1/12            | Viertelfinal      | 16'203      |
| 2009/10   | NLA  | 1/12            | Meister           | 15'970      |
| 2010/11   | NLA  | 3/12            | Halbfinal         | 16'023      |
| 2011/12   | NLA  | 5/12            | Final             | 16'070      |
| 2012/13   | NLA  | 2/12            | Meister           | 16'468      |
| 2013/14   | NLA  | 9/12            | Platzierungsrunde | 16'212      |
| 2014/15   | NLA  | 2/12            | Halbfinal         | 16'266      |
| 2015/16   | NLA  | 8/12            | Meister           | 16'316      |
| 2016/17   | NLA  | 1/12            | Meister           | 16'399      |
| 2017/18   | NLA  | 1/12            | Halbfinal         | 16'371      |
| 2018/19   | NLA  | 1/12            | Meister           | 16'290      |
| 2019/20   | NLA  | 9/12            | Platzierungsrunde | 15'5881     |

1  Das letzte Heimspiel wurde als Geisterspiel ausgetragen und zählt daher mit Null Zuschauer. Davor lag der Zuschauerschnitt bei 16'237.

Stand: 5. März 2020